# 29845 Викрота
29845 Викрота (29845 Wykrota) — астероїд головного поясу, відкритий 22 березня 1999 року.
Тіссеранів параметр щодо Юпітера — 3,466.